# کلوتیاپین
کلوتیاپین (انگلیسی: Clotiapine) نوعی داروی آنتی سایکوتیک آتیپیک از گروه ترکیبات شیمیایی دی‌بنزوتیازپین‌ها است که علی‌رغم شیوع بالای عوارض خارج‌هرمی در پی مصرف آن، توسظ برخی پزشکان برای درمان اسکیزوفرنی مقاوم به درمان استفاده میشود.